# Pinarochroa sordida
La sassicola di Erlanger (Pinarochroa sordida (Rüppell, 1837)), noto anche come codinero di brughiera, è un uccello della famiglia Muscicapidae, diffuso in Africa orientale. È l'unica specie del genere Pinarochroa.

## Descrizione
È un passeriforme di media taglia, lungo 14–15 cm, con un peso di 18–23 g.

## Biologia
Si nutre di piccoli invertebrati, quali insetti e gasteropodi.

## Distribuzione e habitat
La specie è diffusa in Eritrea, Etiopia, Kenya, Tanzania e Uganda, ad altitudini comprese tra 2.100 e 4.400 m.

## Tassonomia
Sono note le seguenti sottospecie:
- Pinarochroa sordida sordida (Ruppell, 1837) - endemica dell'Etiopia
- Pinarochroa sordida ernesti Sharpe, 1900 - diffusa in Uganda e Kenya
- Pinarochroa sordida hypospodia Shelley, 1885 - endemica del Kilimanjaro (Tanzania)
- Pinarochroa sordida olimotiensis H.F.I. Elliott, 1945 - endemica dell'altopiano di Ngorongoro (Tanzania)